# Богатство народа (књига)
Истраживање природе и узрока богатсва народа, позната под скраћеним именом Богатство народа, је књига шкотског филозофа и економисте Адама Смита. У питању је једно од првих дела у коме се теоријски анализира и описује, шта узрокује и чини богатсво једног народа. Први пут је објављена 1776. године, у периоду који обележава почетак Индустријске револуције. У складу са временом у коме настаје, књига објашњава феномене које је Индустријска револуција покренула, као што су подела рада, слободна трговина и приватна иницијатива. Књига је извршила огроман утицај, пре свега на конституисање економије као модерне научне дисциплине, зачетак школе класичне политичке економије, а поготову на политику оличену у економском либерализму.

## Историја
Смит се упустио у писање Богатства народа ради превазилажења економске политике мерканитлизма, која је представљала опредељење већине европских држава његовог времена. Меркантилизам представља економску политику која даје већу предност извозу наспрам увоза. Такође се истиче количина злата унутар државних граница као мерило које одређује богатство једне државе. Такво виђење економске политике је за собом повлачило интервенцију државе када су економски односи у питању. Државе су наметале високе царинске тарифе и истицале значај међународне трговине. Адам Смит је меркантилистичке политике сматрао за погубне, поготову када је просперитет држава био у питању. Богатство народа је у највећој мери представља критику таквих политика и дуги низ аругментација у прилог слободне трговине. Други важан интелектуални подстицај за настајање саме књиге јесте интеракција Смита са француским физиократима, након што је 1764.године кренуо да прати младог војводу од Беклејга по Француској. Физиократи су представљали француску економску школу, који су истицали значај пољопривреде када је генерисање богатства у питању. Они су акцентовали примат слободне трговине, оно што је касније по њима названо лесе фер економијом, што је све у великом мери утицало на Смита, и његову жељу да превазиђе меркантилизам. Књига је представљала резултат рада од 17 година, који је обухватао разне обзервације, дебате са другим филозофима и економистима, од којих су неки били најистакнутији економски мислиоци 18.века, као што је водећи физиократа Ан Робер Жак Триго.

## Теорија радне вредности
Економисти класичне школе су данашњу теорију цена, тј. теорију формирања цена на тржишту називали теоријом радне вредности. Разлог за то је да је главно питање, које су у том домену постављали, шта одређује вредност или цену различитих добара и услуга. Први мислилац који је теоријски допринео тим проблемима јесте управо Адам Смит. Главни постулат Смитове теорије радне вредности јесте да се релативнa ценa робe одређујe на основу количине утрошеног рада неопходног за њeну производњу. Уколико цене добара надмаше количину која је пропорционална уложеном раду, произвођачи других добара у том случају преусмеравају своје активности на производњу добара код којих цене расту. Иако није формулисао математички модел, Смит јесте међу првима теоретисао о концептима понуде и потражње. Па је тако истицао како ће тржишни механизми условити пад цене добара за који постоји вишак понуде, односно раст цена добара за који постоји вишак тражње. Теорија радне вредности, каква је изложена у Богатству народа представљала је један од кључних концепата класичне школе политичке економије. Конституише такође и један од кључних појмова у супротсављеној маркситичкој традицији. Док се алтернативна теорија вредности није појавила, све до краја 19.века, када је формулисана теорија субјективне вредности.

## Невидљива рука
Невидљива рука представља најпознатији појам из Богатства народа, који економисти до данашњих дана истичу као метафору за функционисање слободног тржишта. Невидљива рука се односи на тржишне механизме који доводе до акумулације деловања појединаца, које покреће сопствени интерес, за остваривањем што већег профита на самом тржишту. Такво деловање индивидуалних потрошача, доводи до ширих друштвених и економских бољитака, а „невидљивост” руке тржишта се огледа у томе што крајњи социо-економски резултати нису били свесне намере појединаца. Такве интерпретације Смитовог концепта невидиљиве руке су од објављивања Богатства народа, па до данашњих дана служиле као аргумент у прилог лесе фер економије, а против политика државне интервенције. Тумачења појма невидљиве руке изазивају велика спорења међу економистима. Један од највећих савремених критичара јесте добитник Нобелове награда за економију 2001. године Џозеф Стиглиц, који је веома критичан према неолибералној економској политици, и наводи како „идеја да слободна тржишта производе ефикасност, вођена невидљивим силама, делује невидиљиво, зато што ни не постоји”. Са друге стране постоје економисти као што је Милтон Фридман. Такође добритник Нобелове награде за економију (1976), Фридман има другачије виђење невидљиве руке. Као један од пионира монетаристичке теорије, Фридман истиче значај деловања невидљивих тржишних механизама, као и неповерење према државној интервенцији.

## Рецепција и утицај
Утицај Богатства народа је до данашњих дана остао немерљив када је појединачно дело економске литературе у питању. Неки аутори истичу како је то сам зачетак економске науке каква је конституисана данас. Смит је својим теоријама, поготову теоријом радне вредности, компаративне предности и залагањем за лесе фер економску политику утицао на велике мислиоце класисичне школе, као што су: Дејвид Рикардо, Томас Роберт Малтус и Џон Стјуарт Мил. Књига је такође извршила велики утицај на најзначајнијег теоретичара социјалистиче идеологије, Карла Маркса, иако је сам Маркс значајно одступао од Смита и осталих класичара, и на њиховој критици градио своју теорију. Једна од најутицајнијих идеја, која је како многи економисти сматрају поприлично лоше схваћена, јесте идеја невидљиве руке. Као што је раније наведено и о том питању су економисти и остали друштвени научници подељени. Тако се од стране многих аутора узима као лоше схваћена метафора, али она која иде у прилог тржишту и либерланој економији, као великом цивилизацијском напретку заснованом на модерним тржишним принципима. Богатсво народа је од свог објављивања 1776.године непрекидно инспирисало најразличитије економисте, kao и мислиоце у ширем смислу, на радикално другачија тумачења и читања онога што је у Смитовој књизи написано. Тако је Пол Самјуелсон такође лауреат Нобелове награде за економију, примењивао математичке моделе на теорије формулисане у Богатству народа, како би методологијом модерне економске науке проверио њихову вредност у савременом научном контексту. Концепти слободне трговине и невидљиве руке су математички моделовани и методлошким средствима еконофизике како би се истакла колективна вредност тржишне економије. Поред таквих тумачења Богатства народа, стоје она критички настројена према традицији либералног капитализма која се повезује са Смитом. Поред кејнзијанске и марксистичке, другачија тумачења Богатства народа су изнели анархистички настројени мислиоци какви су Дејвид Гребер и Ноам Чомски. Утицај Богатства народа је огроман и када је економска политика у питању. Поготову политике земаља у којима је првобитно дошло до генезе развијенијег капитализма, какве представљају Велика Британија и САД.